# Idioma chorotega
El idioma chorotega es la lengua hablada por el pueblo chorotega, que habitó en Nicaragua, Costa Rica, El Salvador y Honduras, del cual quedan algunos grupos que conservan elementos de su cultura, pero no el idioma.
Algunas fuentes consignan un nombre alternativo, "Cholutega" o Choluteca, y esto ha llevado a algunos estudiosos, como Terrence Kaufman (2001) a especular que originalmente los cholotecas habitaban en la ciudad de Cholula, de donde los desplazaron los pueblos nahuas. La etimología de "Chorotega" vendría entonces del náhuatl, en el cual "Cholōltēcah" significa "habitantes de Cholula". La región meridional de Honduras conserva el nombre de Choluteca.
El filólogo costarricense Juan Santiago Quirós Rodríguez publicó en 2002 un Diccionario chorotega español español-chorotega, a partir
de diversos vocabularios recogidos por viajeros, especialmente en
Nicaragua durante el siglo XIX.

## Distribución
En Nicaragua, los chorotegas están representados por el grupo étnico monimbó (Masaya), cuyo número se calculaba en unas 18 000 personas en 1993. En Costa Rica, al grupo étnico chorotega pertenecen unas 800 personas, la mayoría de las cuales reside en la comunidad de Matambú y se consideran campesinas más que indígenas, pese a ser descendientes de estos. 
Ni en Nicaragua ni en Costa Rica se conserva el idioma, que se extinguió gradualmente ante el avance del español. En Costa Rica ya se había perdido en el siglo XVII, y desapareció definitivamente en Nicaragua a fines del siglo XIX y principios del XX.

## Clasificación
El idioma chorotega es un miembro de la rama chiapaneco-mangue de la familia otomangue. Está muy estrechamente emparentado con el mangue de hecho ambos podrían ser dialectos de la misma lengua. Tanto el chorotega como el mangue actualmente están extintos. En la actualidad, la lengua subsistente más cercana al extinto chorotega es el chiapaneco, que está casi extinto.
Dado que tanto el chiapaneco como el resto de las lenguas otomangues se hablan principalmente en México, se sabe que los chorotegas emigraron desde el sur de México. Otros grupos otomangues como los sutiaba también migraron desde Oaxaca a Centroamérica, siglos antes de la llegada de los españoles.

## Descripción lingüística

### Fonología
Existen diversas razones por las cuales no puede darse una descripción exacta del sistema fonológico del chorotega:
- Los datos que han llegado a nosotros no fueron recogidos de forma profesional. En muchos casos, se trata de listas de palabras recogidas por viajeros, quienes transcribieron los datos influenciados por los sonidos de su lengua materna.
- Los datos se recogieron de semihablantes, es decir, personas que hablaban español, pero que tenían cierta competencia lingüística de esta lengua.

No obstante lo anterior, pueden darse una visión bastante plausible de los fonemas de esta lengua.

#### Vocales
Hasta donde es posible presumir, el chorotega poseía un sistema trivocálico:
|          | Anteriores | Centrales | Posteriores |
| Cerradas | i          |           | u           |
| Abierta  |            | a         |             |

Hay indicios de que todos estos fonemas vocálicos podían aparecer acompañados por el fonema suprasegmental de cantidad /ː/.
En chorotega no existían los sonidos vocálicos e y o, por lo que se ha sugerido que algunos topónimos que se consideran de origen chorotega, como Nicoya, Nandayure, Orosí, etc. y el mismo nombre Chorotega, posiblemente se pronunciaban "Nicuya", "Nandayuri", "Urusí", "Churutiga", etc. y lo que hoy se utilizan son versiones nahuatlizadas o españolizadas de los términos originales.

#### Consonantes
El sistema consonántico comprendía diez fonemas:
|            | Bilabiales | Coronales | Velares | Glotales |
| Oclusivas  | p          | t         | k       |          |
| Fricativas |            | s         |         | h        |
| Laterales  |            | l         |         |          |
| Vibrantes  |            | r ɾ       |         |          |
| Nasales    | m          | n ɲ       |         |          |

### Comparación léxica
El mangue y el chorotega tal como son mostrados en las listas de vocabularios son lenguas muy cercanas, posiblemente se tratara de lenguas inteligibles entre sí o incluso dialectos de la misma lengua, a continuación se compara una pequeña muestra de vocabulario de ambas variantes:
| GLOSA    | Mangue  | Chorotega |
| -------- | ------- | --------- |
| 'uno'    | tike    | teka      |
| 'dos'    | ha      | hausmi    |
| 'tres'   | hajmi   | hamij     |
| 'cuatro' | hahome  | hahami    |
| 'cinco'  | hagujmi | haunsmij  |
| 'hombre' | nyugo   | ntihpu    |
| 'mujer'  | noji    | naji      |
| 'perro'  | nyumbi' | nambi     |
| 'sol'    | nomo    | numu      |
| 'luna'   | yu      | yu        |
| 'agua'   | nimbu   | nimbu     |

En la tabla anterior un número importante de palabras empiezan con n- que parece ser un afijo equivalente al otomí na- que puede interpretarse como un artículo definido o una marca de definición. En palabras como nimbu la segunda nasal en realidad es la forma de señalar la prenasalicación de /b/: [nimbu]